# Olaf Otto Becker
Olaf Otto Becker (* 1959 in Lübeck-Travemünde) ist ein deutscher Fotograf und Designer.

## Leben
Von 1981 bis 1986 studierte Olaf Otto Becker Kommunikationsdesign in Augsburg und danach zwei Jahre Philosophie und Religionswissenschaften an der Ludwig-Maximilians-Universität München. Seit 1988 ist er selbstständiger Designer und freier Fotograf und hatte zahlreiche Einzel- und Gruppenausstellungen. Seit 2003 arbeitet er nur noch an fotografisch orientierten Projekten. Becker ist freier Mitarbeiter des New York Times Magazine.

## Werk
Von 2003 bis 2006 fuhr Olaf Otto Becker im Schlauchboot 4.000 Kilometer an der grönländischen Küste entlang. Die dabei entstandene Bilderserie Broken Line zeigt Felsen, tiefschwarzes Wasser und Eisberge, aber auch kleine Siedlungen.
Für sein Projekt Above Zero wanderte Becker in den folgenden zwei Jahren über das Inlandeis Grönlands und fotografierte einige der unzähligen Gletscherbäche und -flüsse, die ihren Weg durch die Eisreliefs nehmen, bis sie wieder darunter verschwinden.
Die Serie Under the Nordic Light zeigt Aufnahmen aus Island. Bereits seit 1999 arbeitete Becker daran.
Es geht Olaf Otto Becker nicht allein um romantische Naturschönheit, vielmehr strebt er die Verbindung von Kunst und Dokumentation an. Die Spuren des Klimawandels sind auf Beckers Grönlandbildern deutlich zu sehen: Das Schneeweiß ist nicht mehr weiß, sondern von Ablagerungen aus Staub und Ruß gezeichnet; das Abschmelzen des Eises lässt sich an den Oberflächen erkennen. In der Menschenleere der Landschaft wird der Einfluss des Menschen auf die Natur deutlich sichtbar.
Mit Reading the Landscape, entstanden von 2008 bis 2014, widmete sich Olaf Otto Becker den tropischen Regenwäldern. Zunächst beschäftigte er sich mit dem Primär-Urwald, zum Beispiel in Malaysia oder Indonesien. In einem zweiten Kapitel, fotografiert etwa auf Borneo und Sumatra, zeigt er die Zerstörung des Regenwaldes, Stoppel- und Palmöl-Felder gigantischen Ausmaßes oder Akazienholzwälder, für die der Regenwald zum Profit der Papierindustrie abgeholzt wurde. Oft konnte Becker auf diesen Flächen nur illegal fotografieren.

## Auszeichnungen
- 2010: Pressefoto Bayern des Bayerischen Journalisten-Verbands[4]
- 2008: Lead Award
- 2008: Deutscher Fotobuchpreis für Broken Line[5]
- 2006: Sein erster Bildband Under the Nordic Light wurde für den Rencontres D’Arles Book Award und den Deutschen Fotobuchpreis nominiert.
- 2005: Pressefoto Bayern des Bayerischen Journalisten-Verbands

## Fotografische Arbeiten
- 1988–1996 Süddeutsche Agrarlandschaften
- 1994–1999 Polaroid
- 1994–2002 Wasserfall
- 1999–2002 Unter dem Licht des Nordens Island
- 2003–2006 Broken line Grönland[6]
- 2007–2008 Above Zero Grönland[7]
- 1999–2011 Under The Nordic Light, A Journey Through Time, Island 1999–2011[8]
- 2008–2014 Reading the Landscape
- 2019 Siberian Summer

## Fotobände
- Broken Line (Greenland 2003-2006). Hatje Cantz, Ostfildern 2007, ISBN 978-3-7757-1972-8.
- Above Zero (Greenland 2007-2008). Hatje Cantz, Ostfildern 2009, ISBN 978-3-7757-2437-1.
- Reading the Landscape. Hatje Cantz, Ostfildern 2014, ISBN 978-3-7757-3854-5.
- Ilulissat. Hatje Cantz, Ostfildern 2017, ISBN 978-3-7757-4383-9
- Siberian Summer. Hatje Cantz, Ostfildern 2020, ISBN 978-3-7757-4790-5.

## Einzelausstellungen (Auswahl)
- Deutsches Technikmuseum Berlin (2023)
- Technische Sammlungen der Stadt Dresden (2022)[9]
- Reykjavík Museum Of Photography, Island (2018)[10]
- Galerie Wouter van Leeuwen, Amsterdam (2018)
- Clervaux- cité de l’image, Luxembour (2017)
- Stadthaus Ulm, Deutschland (2011)[11]
- Galerie Michael Hoppen, London, UK (2009)
- The National Museum of Photography, Kopenhagen, Dänemark (2009)
- Galerie f.5.6 München, Deutschland (2008)
- Galerie Stephen Cohen Los Angeles, USA (2008)
- Cohen Amador Gallery, New York, USA (2008)
- Galerie Stephen Cohen Los Angeles, USA (2007)
- Kunstverein Emsdetten, Deutschland (2007)
- Cohen Amador Galerie, New York, USA (2006)
- Galerie Hartmann, München, Deutschland (2006)
- Thomas Zander, Köln, Deutschland (2005)
- Galerie AV Ludwigsburg, Deutschland (2004)
- Galerie Hartmann, München, Deutschland (2003)